# 양자장론의 역사
입자물리학에서 양자장론의 역사는 폴 디랙이 1920년대 후반에 전자기장을 양자화하려고 시도했을 때 창안한 것으로 시작된다. 하이젠베르크는 "양자역학의 창시"로 1932년 노벨 물리학상을 수상했다. 이론의 주요 발전은 1940년대와 1950년대에 이루어졌으며 재규격화 양자 전기역학의 도입으로 이어졌다. 양자 전기역학는 매우 성공적이었고 정확하게 예측했기 때문에 자연의 다른 힘에 대해 동일한 기본 개념을 적용하려는 노력이 있었다. 1970년대 후반까지 이러한 노력은 강한 핵력과 약한 핵력의 게이지 이론을 성공적으로 활용하여 입자물리학의 현대 표준 모델을 만들었다.
동일한 방식을 사용하여 중력을 설명하려는 노력은 지금까지 실패했다. 양자장론에 대한 연구는 많은 물리적 문제에 대한 방법의 적용과 마찬가지로 여전히 번성하고 있다. 그것은 오늘날 이론물리학의 가장 중요한 영역 중 하나로 남아있으며 여러 물리학 분야에 공통 언어를 제공한다.

## 초기 발전
양자장론은 1920년대 전자기장의 양자역학적 이론을 만드는 문제에서 비롯되었다. 특히 1924년 드 브로이는 다음과 같은 방식으로 기본 계의 파동 설명 아이디어를 도입했다: "각각의 모든 고립된 에너지 패킷에 귀속된다."
1925년에 베르너 하이젠베르크, 막스 보른 및 파스쿠알 요르단은 장의 내부 자유도를 무한 조화 진동자 세트로 표현한 다음 이러한 발진기에 표준 양자화 절차를 활용하여 그러한 이론을 구성했다. 그들의 논문은 1926년에 출판되었다. 이 이론은 전하나 전류가 존재하지 않는다고 가정했으며 오늘날 자유장론이라고 한다.
전자기장과 전하를 띤 물질을 양자 역학적 물체로 포함하는 최초의 합리적으로 완전한 양자 전기역학 이론은 1927년 폴 디랙에 의해 만들어졌다. 이 양자장론은 낮은 에너지의 양자 상태로 떨어지는 전자에 의한 광자의 방출, 입자의 수가 변하는 과정, 즉 초기 상태의 원자 하나가 원자 플러스가 되는 과정과 같은 중요한 과정을 모델링하는 데 사용될 수 있다. 최종 상태의 광자. 이제 그러한 프로세스를 설명하는 능력이 양자장론의 가장 중요한 특징 중 하나라는 것이 이해된다.
마지막 중요한 단계는 엔리코 페르미의 β-붕괴 이론 (1934)이었다. 여기에서 페르미온 종의 비보존이 두 번째 양자화에서 뒤따르는 것으로 나타났다. 페르미온의 생성과 소멸이 전면에 나타났고 양자장론은 입자 붕괴를 설명하는 것으로 나타났다. (페르미의 돌파구는 소비에트 물리학자 빅토르 암바르추먄과 드미트리 이바넨코의 추상적 연구, 특히 거대 입자 생성에 대한 암바르추먄-이바넨코 가설(1930)에서 어느 정도 예시되었다. 아이디어는 전자기장의 양자인 광자뿐만 아니라 다른 입자와의 상호 작용의 결과로 다른 입자가 나타나고 사라질 수 있다는 것이다.)

## 특수 상대성 이론을 통합
전자기장의 적절한 양자 처리가 어떻게든 고전 전자기학 연구에서 성장한 아인슈타인의 상대성이론을 통합해야 한다는 것은 처음부터 분명했다. 상대성이론과 양자역학을 결합해야 하는 필요성은 양자장론의 발전에서 두 번째 주요 동기였다. 파스쿠알 요르단과 볼프강 파울리는 1928년에좌표 변환하는 동안 특수 상대성이론에 의해 예측된 방식으로 양자장이 작동하도록 만들 수 있음을 보여주었다(특히, 그들은 장 교환자가 로렌츠 불변임을 보여주었다). 양자장론에 대한 추가 향상은 원래 슈뢰딩거 방정식과 유사한 단일 입자 방정식으로 공식화되고 해석되었지만 슈뢰딩거 방정식과 달리 디랙 방정식은 로런츠 불변성, 특수 상대성 이론의 요구 사항과 양자 역학의 규칙이다. 디랙 방정식은 전자의 스핀 1/2 값을 수용하고 자기 모멘트를 설명할 뿐만 아니라 수소의 스펙트럼에 대한 정확한 예측을 제공한다.
디랙 방정식을 단일 입자 방정식으로 해석하려는 시도는 오랫동안 유지될 수 없었지만, 결국 다음을 재구성하고 재해석하여 바람직하지 않은 몇 가지 특성(예: 음의 에너지 상태)을 이해할 수 있음이 밝혀졌다. 실제 장 방정식으로서의 디랙 방정식, 이 경우 양자화된 "디랙 장" 또는 "전자 장"에 대한 "음 에너지 솔루션"은 반입자의 존재를 가리킨다. 이 작업은 1930년 구멍 이론의 발명과 함께 디랙 자신과 벤델 퓨리, 로버트 오펜하이머, 블라드미르 포크 등에 의해 처음 수행되었다. 에르빈 슈뢰딩거는 1926년에 그의 유명한 방정식을 발견한 것과 같은 시기에 클라인 방정식(클라인-고든 방정식)으로 알려진 그것의 상대론적 일반화를 독립적으로 발견했지만 스핀없이는 수소 스펙트럼에 대해 불가능한 특성을 예측했기 때문에 무시했다. (오스카 클라인과 발터 고든 참조) 스핀 제로 입자를 설명하는 모든 상대론적 파동 방정식은 클라인–고든 유형이라고 한다.

## 다시 불확정성
1933년 닐스 보어와 로젠펠트의 미묘하고 신중한 분석은 방사선과 상호작용하는 전하의 설명에 들어가는 전기장과 자기장 강도를 동시에 측정하는 능력에 근본적인 한계가 있음을 보여주었다. 불확정성 원리, 모든 정준 켤레량에 적용되어야 한다. 이 제한은 광자와 전자의 양자장론(양자 전기역학), 그리고 실제로 모든 섭동 양자장론의 성공적인 공식화 및 해석에 매우 중요하다. 보어와 로젠펠드의 분석은 전자기장 소스에서 멀리 떨어진 고전적으로 "허용된" 값과 다른 전자기장 값의 변동을 설명한다.
그들의 분석은 불확정성 원리의 한계와 물리적 의미가 장이든 물질 입자이든 모든 역학 계에 적용된다는 것을 보여주는 데 중요했다. 그들의 분석은 또한 대부분의 물리학자들에게 아인슈타인이 고전적 통일장 이론에 대한 수많은 실패한 시도를 통해 목표로 삼았던 것과 같은 고전적 장론에 기초한 자연에 대한 근본적인 설명으로 돌아가는 것은 전혀 불가능하다고 확신했다. 장은 양자화되어야 했다.

## 두 번째 양자화
양자 장론 발전의 세 번째 스레드는 많은 입자 계의 통계를 일관되고 쉽게 처리해야 할 필요성이었다. 1927년에 파스쿠알 요르단은 통계 변환 이론으로 알려진 형식주의를 사용하여 장의 정준 양자화를 동일한 입자 의 다체 파동 함수로 확장하려고 시도했다. 이 절차는 이제 때때로 두 번째 양자화라고 한다. 1928년에 요르단과 유진 위그너는 전자 또는 기타 페르미온을 설명하는 양자 장가 파울리 배타 원리로 인해 반교환 생성 및 소멸 연산자를 사용하여 확장되어야 함을 발견했다(요르단-위그너 변환 참조). 이 발전 스레드는 다체 이론에 통합되었으며 응집물질물리학 및 핵물리학에 큰 영향을 미쳤다.

## 무한대의 문제
초기의 성공에도 불구하고 양자장론은 몇 가지 심각한 이론적 어려움에 시달렸다. 전자의 자체 에너지, 전자기장의 존재로 인한 전자 상태의 에너지 이동과 같은 기본 물리량은 1930년대와 1940년대에 가능했던 대부분의 섭동적 접근에서 무한하고 발산하는 결과를 낳았다. 전자 자체 에너지 문제는 이미 고전 전자기장론에서 심각한 문제였다. 여기서 전자에 유한한 크기 또는 범위(고전적인 전자 반경)를 부여하려는 시도는 즉시 비자기적 스트레스가 무엇인지에 대한 질문으로 이어졌다. 이것은 아마도 유한한 크기의 "부분"의 쿨롱 반발에 대항하여 전자를 함께 붙잡아둘 것이다. 상황은 끔찍했고 많은 "레일리-진 재앙"을 연상시키는 특정한 특징을 가지고 있었다. 그러나 1940년대의 상황을 그토록 절박하고 우울하게 만든 것은 상호작용하는 광자와 전자의 이론적 설명을 위한 올바른 성분(두 번째 양자화된 맥스웰-디랙 장 방정식)이 잘 갖춰져 있었고 주요 개념적 설명이 없었다는 사실이었다. 플랑크 복사 법칙에 의해 제공되는 뜨거운 물체의 복사 동작에 대한 유한하고 물리적으로 합리적인 설명에 의해 필요한 것과 유사한 변화가 필요했다.

## 재규격화 절차
이 "발산 문제"는 한스 크라머르스, 한스 베테, 줄리언 슈윙거, 리처드 파인만, 및 도모나가 신이치로에 의해 1947-49년에 재규격화로 알려진 절차를 통해 양자 전기역학의 경우에 해결되었다. 이 절차는 1949년 프리먼 다이슨에 의해 체계화되었다. 양자 전기역학의 모든 무한대가 전자/양전자의 자기 에너지와 진공 분극이라는 두 가지 효과와 관련되어 있음을 깨닫고 큰 발전을 이루었다.
재규격화는 예를 들어 순수하고 상호작용하지 않는 장 방정식에서 발생하는 바로 그 개념 "전하" 및 "질량"이 의미하는 바에 매우 주의를 기울여야 한다. "진공"은 그 자체로 분극화 가능하며, 따라서 가상 입자 (껍질 내부 및 외부) 쌍으로 채워지며, 따라서 그 자체로 들끓고 바쁜 동적 계이다. 이것은 "무한"과 "발산"의 원인을 식별하는 중요한 단계였다. 입자의 "베어 질량" 및 "베어 전하", 자유 장 방정식(비상호작용 사례)에 나타나는 값은 실험(상호작용)에서 단순히 실현되지 않는 추상화이다. 우리가 측정하는 것, 따라서 방정식으로 고려해야 하는 것과 해가 설명해야 하는 것은 입자의 "재규격화 질량"과 "재규격화 전하"이다. 즉, "기본 값"으로부터의 모든 편차를 포함하기 위해 적절한 체계적 주의를 기울일 때 이러한 양이 가져야 하는 "이동된" 또는 "드레스된" 값은 양자 장 자체의 특성에 의해 결정된다.

## 게이지 불변
열매를 맺은 첫 번째 접근 방식은 "상호작용 묘사"(상호작용 묘사 문서 참조), 즉, 일반적인 양자 역학에서 사용되고 도모나가와 슈윙거가 발전한 시간 종속 섭동 이론의 로런츠 공변 및 게이지 불변 일반화로 알려져 있다. 디랙, 포크 및 보리스 포돌스키의 초기 노력을 일반화한다. 도모나가와 슈윙거는 양자 계의 두 가지 주요 표현인 슈뢰딩거와 하이젠베르크 표현 사이의 중간 장 정류자와 장 연산자를 나타내기 위한 상대론적 공변 체계를 발명했다. 이 체계 내에서 분리된 지점의 장 정류자는 "베어" 장 생성 및 소멸 연산자로 평가할 수 있다. 이를 통해 해밀토니언의 "베어" 및 "재규격화" 또는 교란된 값의 시간 진화를 추적할 수 있으며 결합된 게이지 불변 "베어" 장 방정식으로 모든 것을 표현한다. 슈윙거는 이 접근법의 가장 우아한 공식을 제시했다. 그 다음이자 가장 유명한 발전은 리처드 파인만에 의한 것으로, 산란 행렬의 용어에 "다이어그램"을 할당하는 훌륭한 규칙을 가지고 있다(S-행렬 및 파인만 다이어그램 참조). 이들은 (슈윙거-다이슨 방정식을 통해) 계산할 수 있어야 하는 측정 가능한 물리적 프로세스(단면적, 확률 진폭, 붕괴 폭 및 여기 상태의 수명)에 직접 대응한다. 이것은 양자 장론 계산이 실제로 수행되는 방식에 혁명을 일으켰다.
1960년대의 두 고전 교과서인 James D. Bjorken, Sidney David Drell, Relativistic Quantum Mechanics (1964) 및 JJ Sakurai, Advanced Quantum Mechanics (1967)는 대응원리에서 나오는 물리적으로 직관적이고 실용적인 방법을 사용하여  양자 장론 자체의 상부 구조에서 파인만 규칙을 도출하는 데 관련된 기술에 대해 걱정하지 않고. 파인만 다이어그램 확장 기술을 전개시켰다. 파인만의 휴리스틱적이고 그림적인 무한대 처리 스타일과 도모나가 및 슈윙거의 형식적 방법 모두 아주 잘 작동하고 놀랍도록 정확한 답변을 제공했지만 "재규격화 가능성"에 대한 질문의 진정한 분석적 특성, 즉 "양자장론"으로 공식화된 모든 이론은 유한한 답변을 제공할 것이며, 강하고 전기약한(및 중력) 상호 작용에 대한 유한 이론을 공식화하려는 긴급한 시도가 그 해결책을 요구할 때까지 훨씬 나중에 해결되지 않았다.
양자전기역학의 경우 재규격화는 커플링 상수의 작은 값, 커플링에 질량과 관련된 차원이 없다는 사실, 소위 미세 구조 상수 및 관련된 게이지 보손의 제로 질량으로 인해 대체로 우연적이었다. 양자 전기역학의 작은 거리/고에너지 동작을 관리할 수 있게 만든 광자. 또한 전자기 프로세스는 다른 게이지 상호 작용에 의해 심하게 억제/감쇠 및 숨겨지지 않는다는 점에서 매우 "깨끗하다". 1965년까지 James D. Bjorken과 Sidney David Drell은 다음과 같이 말했다 "양자 전기 역학(QED)은 발산과 함께 평화롭게 공존하는 상태를 달성했다.
약한 힘"과 전자기력의 통합은 페르미 상호작용 범위를 넘어서는 과정을 드러낼 만큼 충분히 높은 가속기 에너지의 부족으로 인해 초기 어려움에 직면했다. 또한 하드론 하부 구조에 대한 만족스러운 이론적 이해가 발전되어야 했으며 쿼크 모형이 완성되었다.

## 비-아벨 게이지 이론
파인만의 다소 무자비하고 임시방편적이며 휴리스틱한 초기 방법과 프리먼 다이슨 우아하게 합성한 도모나가 및 슈윙거의 추상적인 방법 덕분에 초기 재규격화 기간부터 현대 양자 전기 역학 이론이 확립되었다. 그 자체. 그것은 여전히 알려진 가장 정확한 물리 이론이며 성공적인 양자장론의 원형이다. 양자 전기역학은 아벨 게이지 이론으로 알려진 것의 가장 유명한 예이다. 그것은 대칭 군 U (1)에 의존하고 하나의 질량 없는 게이지 장인 U (1) 게이지 대칭을 가지며, 광자가 게이지 보손인 전자기장과 관련된 상호 작용의 형태를 지시한다.
1950년대에 양과 밀스의 작업으로 시작하여 바일과 파울리의 이전 지도에 이어 심도 있는 탐구를 통해 모든 장론이 충족해야 하는 대칭 및 불변의 유형이 밝혀졌다. 양자전기역학와 실제로 모든 장론은 게이지 이론으로 알려진 일종의 양자 장론으로 일반화되었다. 대칭이 입자 사이의 상호작용 형태를 지시하고, 제한하고, 필요로 한다는 것이 "게이지 이론 혁명"의 핵심이다. 양과 밀스는 강력한 상호 작용에 대한 설명을 염두에 두고 비-아벨 게이지 이론의 첫 번째 명시적 예인 양-밀스 이론을 공식화했다. 강력한 상호작용은 1950년대 중반에 파이 중간자에 의해 매개되는 것으로 잘못 이해되었다. 힘을 매개하는 입자와 그것이 매개하는 힘의 범위. 이것은 불확정성 원리에 의해 허용되었다. 동적 정보가 없는 상황에서 머리 겔만은 순전히 비-가벨적 대칭 고려 사항에서 물리적 예측 추출을 개척했으며 흐름 대수에 비-가벨적 리 군을 도입하여 이를 대체하게 된 게이지 이론을 도입했다.
1960년대와 1970년대에는 기본 입자와 이들 사이의 상호 작용을 체계적으로 설명하는 입자물리학의 표준 모델로 알려진 게이지 이론이 공식화되었다. 강한 상호 작용은 "색상" SU (3)를 기반으로 하는 양자 색역학에 의해 설명된다. 약한 상호작용은 다음으로 고려되는 난부 요이치로 및 보조 힉스 메커니즘에 의해 설명된 자발적인 대칭 깨짐의 추가 기능을 필요로 한다.

## 전기약통일
표준 모델의 전기약 상호 작용 부분은 샐던 글래쇼, 압두스 살람 및 John Clive Ward가 1959년 이론의 SU(2)xU(1) 군 구조를 발견하면서 공식화되었다. 1967년에 스티븐 와인버그는 W 및 Z 질량 (약한 상호 작용 및 중성 전류를 담당하는 중간 벡터 보손)을 생성하고 광자의 질량을 0으로 유지하기 위해 힉스 메커니즘을 훌륭하게 호출했다. 게이지 이론에서 질량을 생성하기 위한 골드스톤과 힉스의 아이디어는 1950년대 후반과 1960년대 초반에 많은 이론가(난부 요이치로, 스티븐 와인버그, 제프리 골드스톤, 프랑수아 앙글레르, 로버트 브라우트, GS 구렐링크, CR 하겐, 톰 키블 및 필립 워런 앤더슨 포함)에 의해 촉발되었다. 초전도체의 BCS 바닥 상태 형성에서 전자기의 U(1) 대칭의 (자발적) 파괴에 대한 유용한 유추를 발견했다. 이 상황과 관련된 게이지 보존인 광자는 마치 유한한 질량을 얻은 것처럼 행동한다.
물리적 진공(기저 상태)이 장 방정식에 도달하는 "깨지지 않은" 전기약 라그랑지언에 의해 암시된 대칭을 존중하지 않을 가능성이 더 있다(자세한 내용은 전기약력 상호 작용 문서 참조). 와인버그와 살람의 전기약력 이론은 재규격화 가능 (유한)한 것으로 나타났으며 따라서 헤라르뒤스 엇호프트와 마르티뉘스 펠트만에 의해 일관성이 있다. 글래쇼–와인버그–살람 이론(GWS 이론)은 승리이며 특정 응용 분야에서 양자 전기역학과 동등한 정확도를 제공한다.

## 양자색역학
강한 상호 작용의 경우 단거리/고 에너지 행동에 관한 진행이 훨씬 느리고 더 좌절했다. 약한 전자장과의 강한 상호 작용에 대해서는 결합 강도, 힘 전달자의 대량 생성 및 비선형 자체 상호 작용과 관련하여 어려운 문제가 있었다. 전자기력, 약력, 강력을 통합한 대통일 양자장론을 향한 이론적 진전이 있었지만 실증적 검증은 아직 미결 상태다. 중력을 포함하는 초통일은 여전히 매우 사변적이며 현대 이론물리학의 많은 최고의 지성들에 의해 집중적으로 연구되고 있다. 중력은 스핀 2 게이지 보손인 "중력자"에 대한 텐서 장 설명이며 일반 상대성이론 및 양자 중력에 관한 글에서 자세히 논의된다.

## 양자 중력
(4차원) 양자장론의 기술 관점에서 볼 때, 그리고 일관된 양자 중력 이론을 공식화하려는 수많은 노력이 증명하듯이 중력 양자화는 나쁜 행동에 대한 군림하는 챔피언이었다.
뉴턴 중력 상수가 역질량의 힘을 포함하는 차원을 가지고 있다는 사실에 기술적인 문제가 있으며, 그 결과 간단한 결과로 섭동적으로 잘못 작동하는 비선형 자기 상호 작용에 의해 괴로워한다. 중력은 그 자체로 중력의 근원이며, 섭동 이론의 증가하는 차수에서 제어할 수 없는 발산으로 이어지는 게이지 이론(이의 결합은 대조적으로 차원이 없음)과 비슷하다.
더욱이 중력은 등가 원리에 따라 모든 에너지에 동등하게 강력하게 결합하므로 다른 상호 작용과 중력 상호 작용을 실제로 "끄기", "차단" 또는 분리한다는 개념이 모호해진다., 우리는 시공간 자체의 구조 자체를 다루고 있다.
게다가 양자 중력 이론이 필요하다는 것도 확립되지 않았다( 휘어진 시공간의 양자장론 참조).

## 재규격화의 현대적 틀
응집 물질 물리학의 상전이에 대한 이해의 병렬 돌파구는 재규격화군을 기반으로 하는 새로운 통찰력으로 이어졌다. 그들은 리오 카다노프 (1966) 및 Kenneth Geddes Wilson – Michael Fisher (1972)의 작업을 포함했으며 Ernst Stueckelberg – 앙드레 페터만 (1953) 및 머리 겔만 – Francis Low 의 작업을 확장했다. (1954) —이는 1975년 케네스 게데스 윌슨(Kenneth Geddes Wilson)에 의해 양자장론의 획기적인 재공식화로 이어졌다. 이 재공식화는 재규격화 가능 여부에 관계없이 모든 장론을 분류하는 규모가 있는 효과적인 장론의 진화에 대한 통찰력을 제공했다. 주목할 만한 결론은 일반적으로 대부분의 관측가능량이 "무관하다"는 것이다. 즉, 거시적 물리학은 대부분의 계에서 몇 가지의 관측가능량에 의해서만 지배 된다.
같은 기간 동안 레오 카다노프(1969)는 통계 물리학에서 널리 연구된 강자성의 수학적 모델인 2차원 이징 모형에 연산자 대수 형식을 도입했다. 이 발전은 양자장론이 스케일링 극한을 설명한다고 제안했다. 나중에 유한한 수의 생성 연산자가 이징 모델의 모든 상관 함수를 나타낼 수 있다는 아이디어가 발전되었다. 1984년 Alexander Belavin, 알렉산드르 마르코비치 폴랴코프 및 알렉산드르 자몰롯치코프는 2차원 임계 계의 스케일링 한계에 대해 훨씬 더 강한 대칭의 존재를 제안했으며, 이는 결국 등각 장론의 발전으로 이어졌다.  현재 입자물리학과 응집물리학의 다양한 분야에서 활용되고 있는 양자장론의 특수한 경우이다.
재규격화군은 일련의 아이디어와 방법에 걸쳐 이론 물리학의 "대통합"이라고 불리는 것을 촉발시킨 심층적인 물리적 이해를 제공하고, 입자물리학과 응집물리학을 하나의 강력한 이론적 틀로 통합한다.
강한 상호작용의 게이지 장론인 양자 색역학은 특징적인 특징, 점근적 자유 및 색가둠을 위해 이 재규격화군에 결정적으로 의존한다.

## 최근 발전
- 대수적 양자장론
- 공리적 양자장론
- 위상 양자장론 (TQFT)

## 같이 보기
- 양자역학의 역사
- 끈 이론의 역사
- 양자전기역학 진공

## 추가 자료
- Pais, Abraham; Inward Bound – Of Matter & Forces in the Physical World, Oxford University Press (1986) ISBN 0-19-851997-4. Written by a former Einstein assistant at Princeton, this is a beautiful detailed history of modern fundamental physics, from 1895 (discovery of X-rays) to 1983 (discovery of vectors bosons at CERN).
- 리처드 파인만; Lecture Notes in Physics. Princeton University Press: Princeton (1986).
- 리처드 파인만; 양자전기역학. Princeton University Press: Princeton (1982).
- 와인버그, Steven; The Quantum Theory of Fields - Foundations (vol. I), Cambridge University Press (1995) ISBN 0-521-55001-7 The first chapter (pp. 1–40) of 와인버그's monumental treatise gives a brief history of Q.F.T., p. 608.
- 와인버그, Steven; The Quantum Theory of Fields - Modern Applications (vol. II), Cambridge University Press:Cambridge, U.K. (1996) ISBN 0-521-55001-7, pp. 489.
- 와인버그, Steven; The Quantum Theory of Fields – Supersymmetry (vol. III), Cambridge University Press:Cambridge, U.K. (2000) ISBN 0-521-55002-5, pp. 419.
- Schweber, Silvan S.; 양자전기역학 and the men who made it: Dyson, 파인만, 슈윙거, and 도모나가, Princeton University Press (1994) ISBN 0-691-03327-7
- Ynduráin, Francisco José; Quantum Chromodynamics: An Introduction to the Theory of Quarks and Gluons, Springer Verlag, New York, 1983. ISBN 0-387-11752-0ISBN 0-387-11752-0
- Miller, Arthur I.; Early Quantum Electrodynamics : A Sourcebook, Cambridge University Press (1995) ISBN 0-521-56891-9
- 슈윙거, 줄리언; Selected Papers on Quantum Electrodynamics, Dover Publications, Inc. (1958) ISBN 0-486-60444-6
- O'Raifeartaigh, Lochlainn; The Dawning of Gauge Theory, Princeton University Press (May 5, 1997) ISBN 0-691-02977-6
- Cao, Tian Yu; Conceptual Developments of 20th Century Field Theories, Cambridge University Press (1997) ISBN 0-521-63420-2
- Darrigol, Olivier; La genèse du concept de champ quantique, Annales de Physique (France) 9 (1984) pp. 433–501. Text in French, adapted from the author's Ph.D. thesis.